# Sparbarus europaeus
Sparbarus europaeus is een haft uit de familie Caenidae. De wetenschappelijke naam van de soort is voor het eerst geldig gepubliceerd in 1991 door Kluge.
De soort komt voor in het Palearctisch gebied.